# Seigertshausen

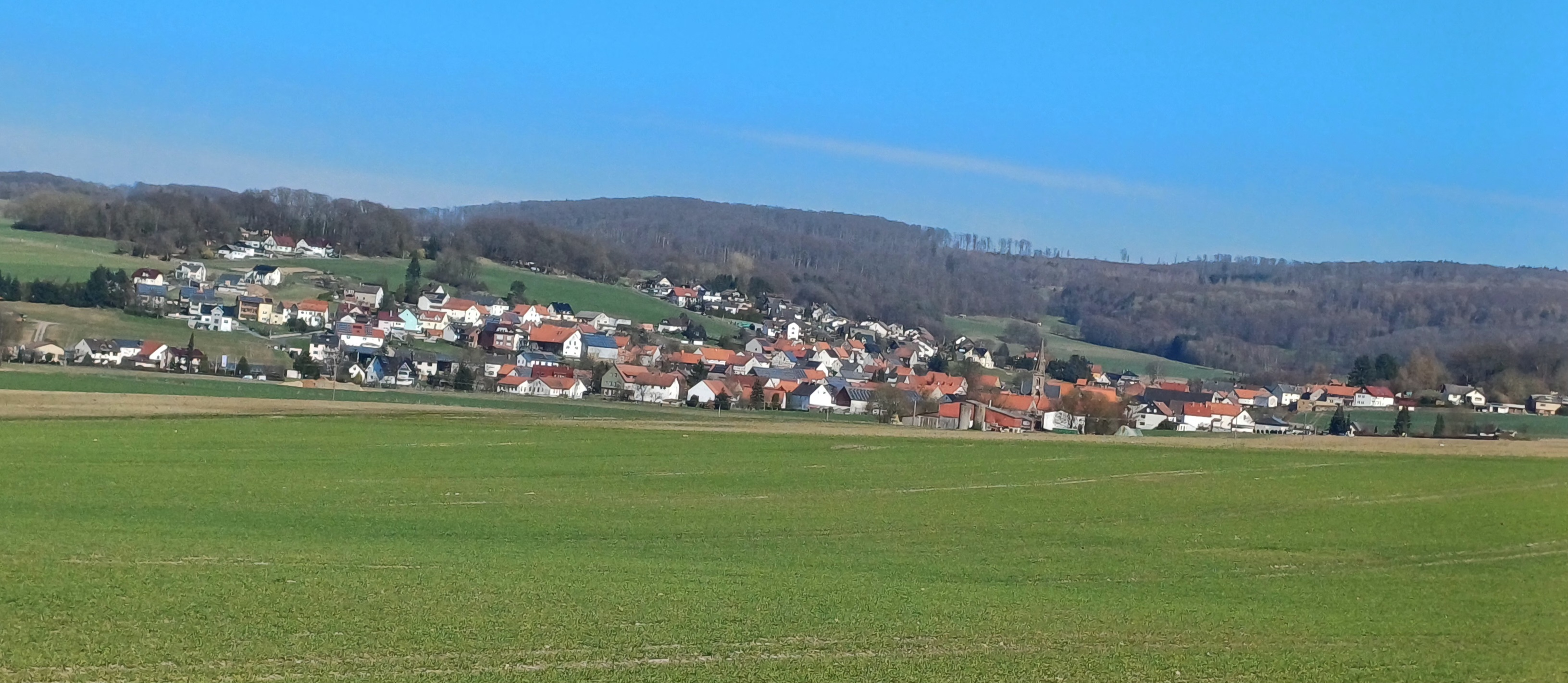
Panorama Seigertshausen

Seigertshausen ist der zweitgrößte Ortsteil der Stadt Neukirchen im nordhessischen Schwalm-Eder-Kreis.

## Geographische Lage
Seigertshausen liegt in den Westausläufern des Knüllgebirges knapp 5 km nordnordöstlich der Neukirchener Kernstadt, westlich schließt sich die von der Schwalm durchflossene Landschaft Schwalm an. Die nächstgrößeren Städte sind Kassel (etwa 45 km nordnordöstlich), Marburg (etwa 45 km westsüdwestlich), Fulda (etwa 40 km südöstlich) und Bad Hersfeld (etwa 25 km ostsüdöstlich; Entfernungen jeweils Luftlinie). Durchflossen wird es vom Grenzebach, etwas südöstlich vorbei fließt die Steina. Im Dorf treffen sich die Landesstraßen 3155 (Obergrenzebach–Seigertshausen–Schwarzenborn) und 3158 (Großropperhausen–Seigertshausen–Neukirchen). Hindurch führt die Deutsche Ferienroute Alpen–Ostsee.

## Geschichte

### Ortsgeschichte

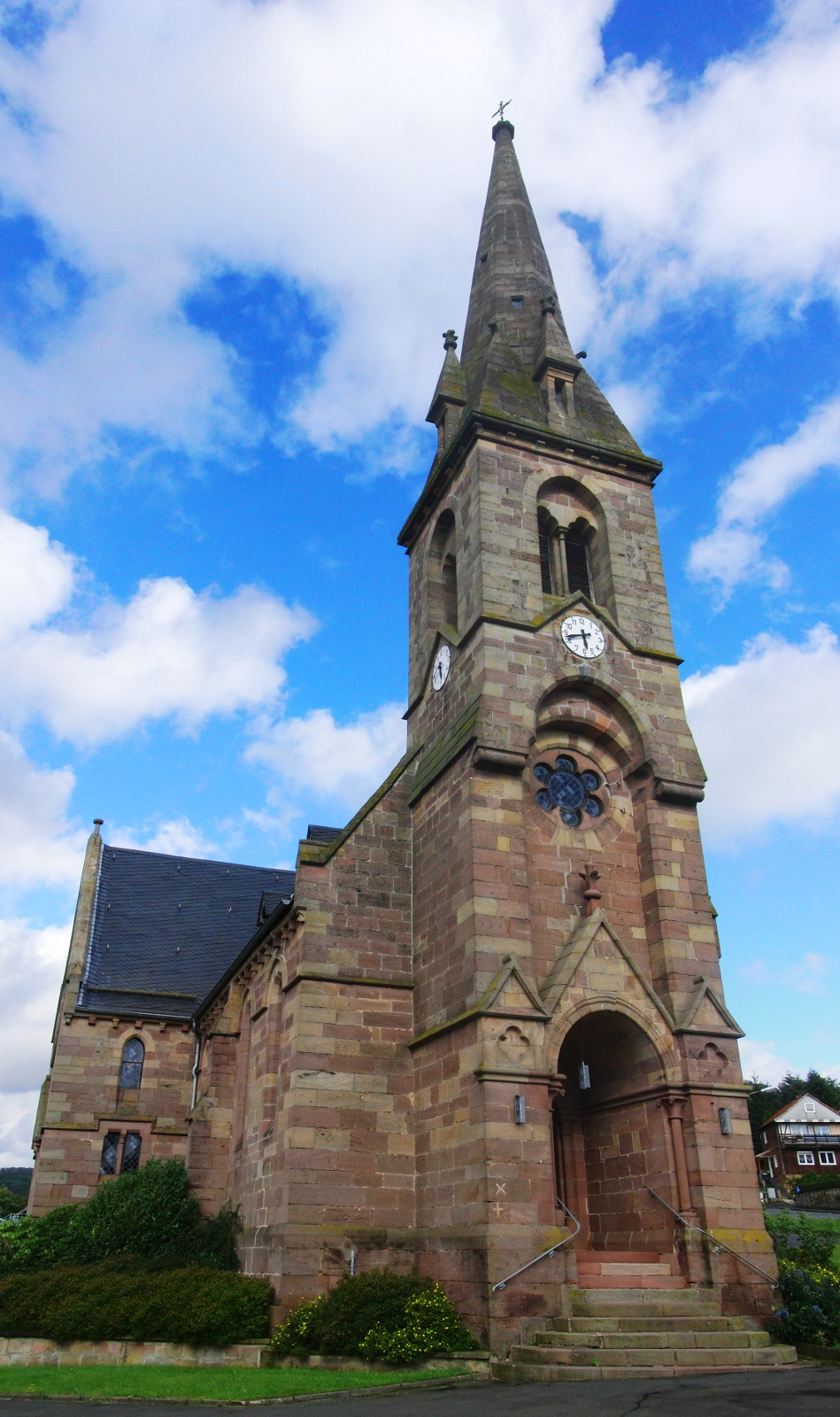
Kirche von Peter Zindel

Die älteste bekannte schriftliche Erwähnung von Seigertshausen erfolgte unter dem Namen Sigozeshusen im Jahr 1197 in einer Urkunde des Klosters Spieskappel. Weitere Erwähnungen erfolgten unter den Ortsnamen (in Klammern das Jahr der Erwähnung): Sigeharthusen (um 1223), Segehardshusen (1264), Swicharshusen (1308), Segartzhusin (1354), Segertzhusen (1356), Sigershusen (1537) und Seigertshausen (1585).
Die Kirche wurde zwischen 1866 und 1868 im neugotischen Stil nach Entwürfen von Peter Zindel erneuert. 1966/67 erhielt die Kirche drei künstlerische Glasfenster von Erhardt Klonk. 1928 erfolgte die Eingemeindung von Teilen des aufgelösten Gutsbezirks Forst Neukirchen.
Im Zuge der Gebietsreform in Hessen wurde bis dahin selbständige Gemeinde Seigertshausen am 1. Januar 1974 kraft Landesgesetz nach Neukirchen eingemeindet und ist somit seitdem ein Stadtteil von Neukirchen. Für die eingegliederten Gemeinden sowie für die Kernstadt Neukirchen wurde je ein Ortsbezirk mit Ortsbeirat und Ortsvorsteher nach der Hessischen Gemeindeordnung gebildet.

### Unglücksfälle
Am 18. Juni 2016 ertranken drei Kinder in einem Teich in Seigertshausen. Gegen den seinerzeitigen Bürgermeister der Stadt Neukirchen wurde am 7. September 2018 Anklage wegen fahrlässiger Tötung erhoben, weil er den Teich unzureichend gesichert und damit zum Tod der Kinder beigetragen haben soll. Das Amtsgericht Schwalmstadt verurteilte den Mann zu einer Geldstrafe in Höhe von 12 000 Euro, die zur Bewährung ausgesetzt wurde. Das Urteil war noch nicht rechtskräftig, weil sowohl die Staatsanwaltschaft als auch die Verteidigung Revision eingelegt hatten. Im November 2023 wurde bekannt, dass der angeklagte Bürgermeister vom Oberlandesgericht Frankfurt a. M. freigesprochen wurde. Anfang 2024 verklagte der Vater der ertrunkenen Kinder die Stadt Neukirchen in einer Zivilklage am Landgericht Marburg auf 35 000 €. Ein Termin für die Verhandlung stehe noch nicht fest.

## Bevölkerung
Einwohnerstruktur 2011
Nach den Erhebungen des Zensus 2011 lebten am Stichtag, dem 9. Mai 2011, in Seigertshausen 684 Einwohner. Darunter waren 3 (0,4 %) Ausländer.
Nach dem Lebensalter waren 126 Einwohner unter 18 Jahren, 279 zwischen 18 und 49, 141 zwischen 50 und 64 und 141 Einwohner waren älter. Die Einwohner lebten in 285 Haushalten. Davon waren 72 Singlehaushalte, 75 Paare ohne Kinder und 108 Paare mit Kindern, sowie 27 Alleinerziehende und 3 Wohngemeinschaften. In 54 Haushalten lebten ausschließlich Senioren und in 186 Haushaltungen lebten keine Senioren.
Einwohnerentwicklung
| Quelle: Historisches Ortslexikon |                                              |
| • 1585:                          | 50 Hausgesesse                               |
| • 1639:                          | 38 hausgesessene Männer, 8 Witwen            |
| • 1681:                          | 31 Hausgesesse, 6 Ausschuss, ein Junggeselle |
| • 1749:                          | 242 Einwohner.                               |

| Seigertshausen: Einwohnerzahlen von 1834 bis 2020 | Seigertshausen: Einwohnerzahlen von 1834 bis 2020 | Seigertshausen: Einwohnerzahlen von 1834 bis 2020 | Seigertshausen: Einwohnerzahlen von 1834 bis 2020 | Seigertshausen: Einwohnerzahlen von 1834 bis 2020 |
| --- | ------------------------------------------------- | ------------------------------------------------- | ------------------------------------------------- | ------------------------------------------------- |
| Jahr |                                                   |                                                   |                                                   | Einwohner                                         |
| 1834 | 1834                                              |                                                   | 534                                               | 534                                               |
| 1840 | 1840                                              |                                                   | 536                                               | 536                                               |
| 1846 | 1846                                              |                                                   | 543                                               | 543                                               |
| 1852 | 1852                                              |                                                   | 576                                               | 576                                               |
| 1858 | 1858                                              |                                                   | 581                                               | 581                                               |
| 1864 | 1864                                              |                                                   | 608                                               | 608                                               |
| 1871 | 1871                                              |                                                   | 568                                               | 568                                               |
| 1875 | 1875                                              |                                                   | 520                                               | 520                                               |
| 1885 | 1885                                              |                                                   | 545                                               | 545                                               |
| 1895 | 1895                                              |                                                   | 605                                               | 605                                               |
| 1905 | 1905                                              |                                                   | 614                                               | 614                                               |
| 1910 | 1910                                              |                                                   | 614                                               | 614                                               |
| 1925 | 1925                                              |                                                   | 617                                               | 617                                               |
| 1939 | 1939                                              |                                                   | 638                                               | 638                                               |
| 1946 | 1946                                              |                                                   | 917                                               | 917                                               |
| 1950 | 1950                                              |                                                   | 882                                               | 882                                               |
| 1956 | 1956                                              |                                                   | 744                                               | 744                                               |
| 1961 | 1961                                              |                                                   | 741                                               | 741                                               |
| 1967 | 1967                                              |                                                   | 726                                               | 726                                               |
| 1980 | 1980                                              |                                                   | ?                                                 | ?                                                 |
| 1990 | 1990                                              |                                                   | ?                                                 | ?                                                 |
| 2000 | 2000                                              |                                                   | ?                                                 | ?                                                 |
| 2011 | 2011                                              |                                                   | 684                                               | 684                                               |
| 2020 | 2020                                              |                                                   | 633                                               | 633                                               |
| Datenquelle: Historisches Gemeindeverzeichnis für Hessen: Die Bevölkerung der Gemeinden 1834 bis 1967. Wiesbaden: Hessisches Statistisches Landesamt, 1968. Weitere Quellen: LAGIS; Stadt Neustadt; Zensus 2011 |                                                   |                                                   |                                                   |                                                   |

Historische Religionszugehörigkeit
| Quelle: Historisches Ortslexikon |                                                                                       |
| • 1861:                          | 601 evangelisch-reformierte, ein evangelisch-lutherischer, ein katholischer Einwohner |
| • 1885:                          | 545 evangelische (= 100 %) Einwohner                                                  |
| • 1961:                          | 666 evangelische (= 89,88 %), 58 katholische (= 9,18 %) Einwohner                     |

Historische Erwerbstätigkeit
| • 1749: | zwei Leineweber, zwei Schneider, vier Maurer, zwei Wagner, ein Zimmermann, drei Schmiede, ein Ziegel- und Kalkbrenner, ein Wirt, ein Branntweinschenker, srei Müller, ein Arzt. |
| • 1838  | Familien: 32 Ackerbau, 19 Gewerbe, 61 Tagelöhner |
| • 1961  | Erwerbspersonen: 189 Land- und Forstwirtschaft, 135 produzierendes Gewerbe, 19 Handel und Verkehr, 28 Dienstleistungen und Sonstiges                                            |

## Politik

### Ortsbeirat
Für Seigertshausen besteht ein Ortsbezirk (Gebiete der ehemaligen Gemeinde Seigertshausen) mit Ortsbeirat und Ortsvorsteher nach der Hessischen Gemeindeordnung. Der Ortsbeirat besteht aus sieben Mitgliedern.
Bei den Kommunalwahlen in Hessen 2021 betrug die Wahlbeteiligung zum Ortsbeirat Seigertshausen 49,23 %. Alle Kandidaten gehörten der „Gemeinschaftsliste Seigertshausen“ an. Der Ortsbeirat wählte Tobias Wagner zum Ortsvorsteher.

### Wappen/Symbol

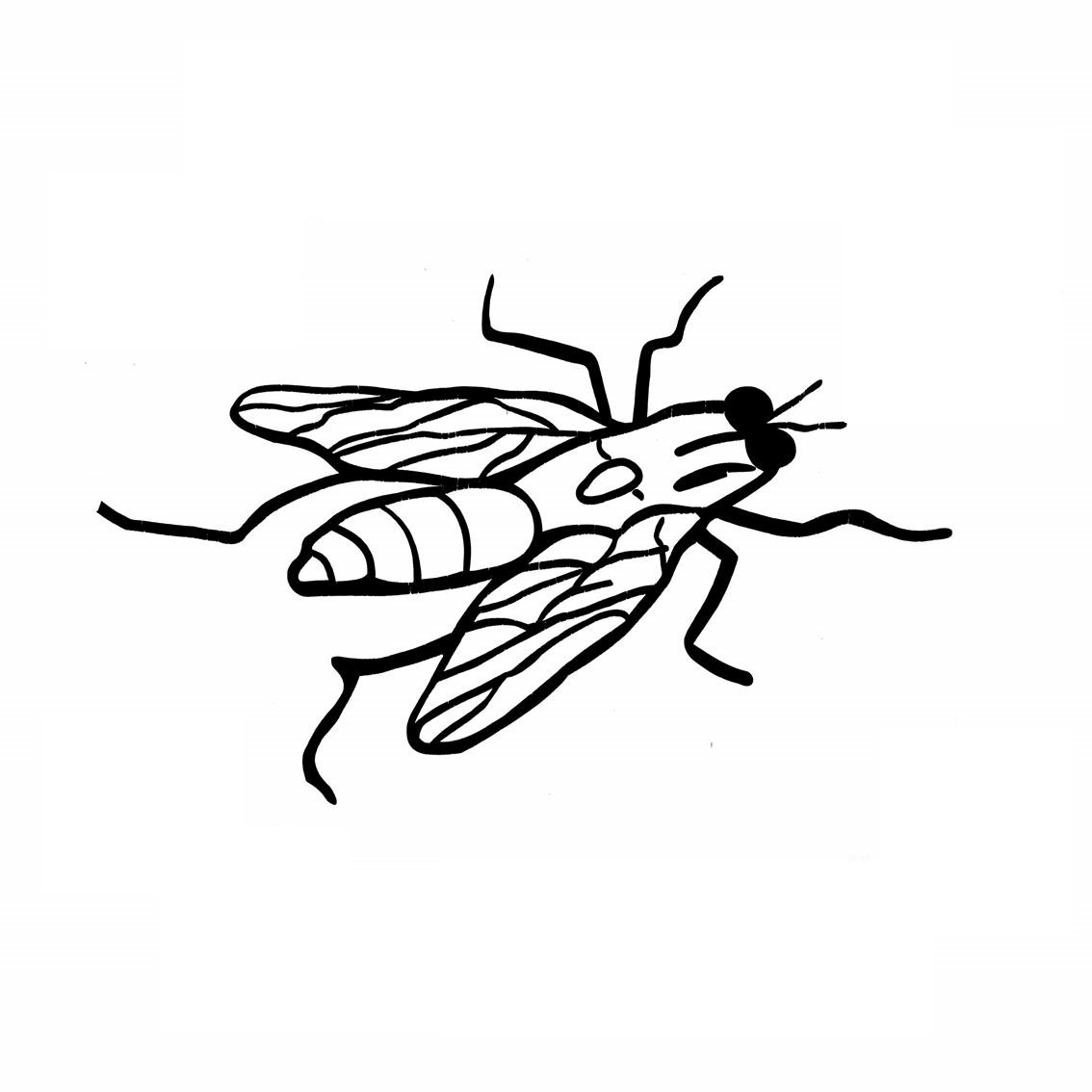
Das Symbol von Seigertshausen: Eine Bremse ("Brähme")

Seigertshausen selbst hat kein Wappen. Als Symbol wird oft eine Bremse (Schwälmer Platt: "Brähme") verwendet. Dies ist so zu erklären, dass in Seigertshausen und im näheren Umfeld ein größeres Vorkommen von Bremsen vorhanden ist und sie somit ortstypisch sind.
Auch von ortsansässigen Vereinen, wie z. B. der Burschenschaft, wird dieses Symbol im eigenen Vereinslogo verwendet.

### Partnerschaften
- Nagynyárád in Ungarn ist seit 1991 Partnergemeinde von Seigertshausen.[15]

## Kulturdenkmäler
Für die unter Denkmalschutz stehenden Kulturdenkmäler des Ortes siehe die Liste der Kulturdenkmäler in Seigertshausen.

## Vereine

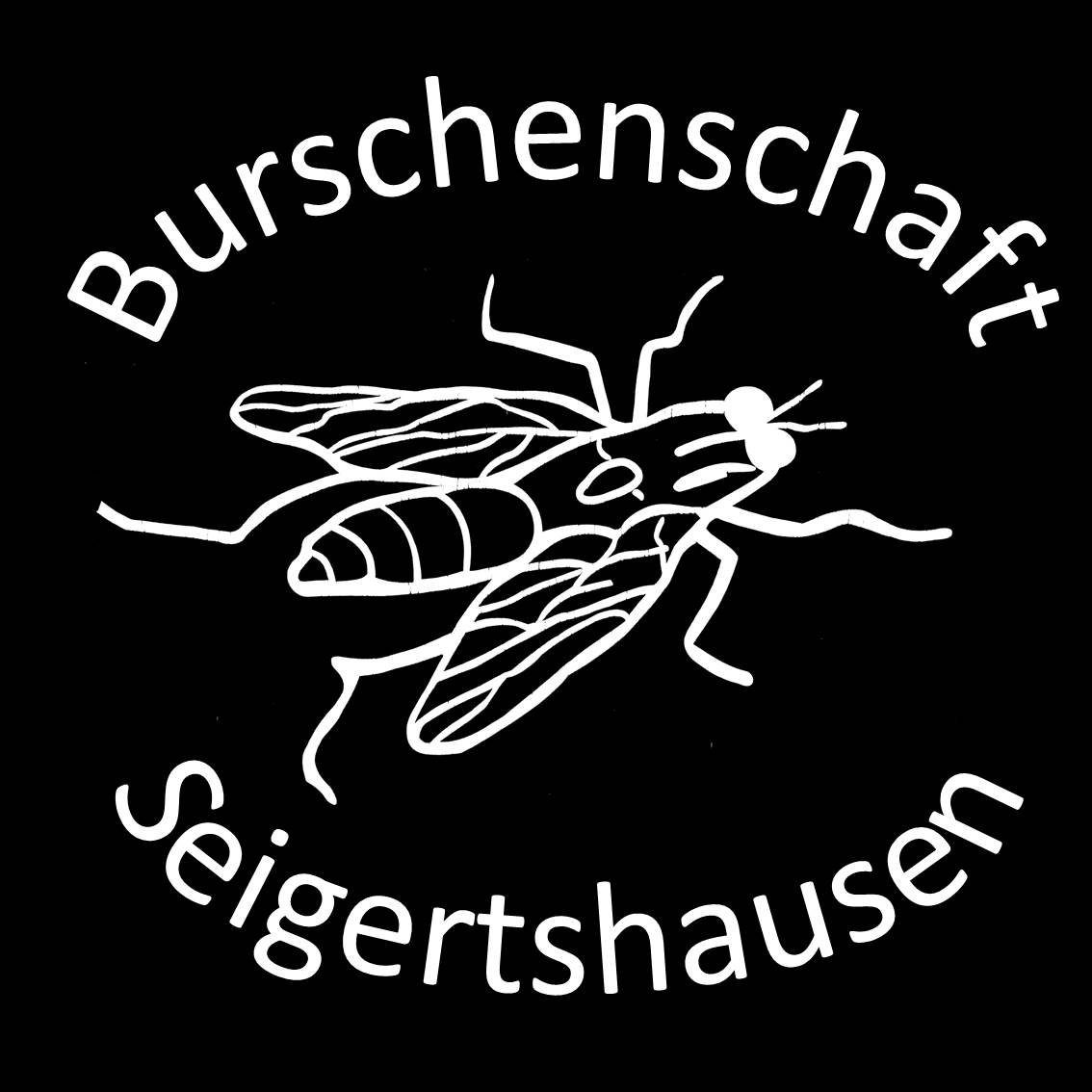
Logo der Burschenschaft Seigertshausen 1948 e. V.

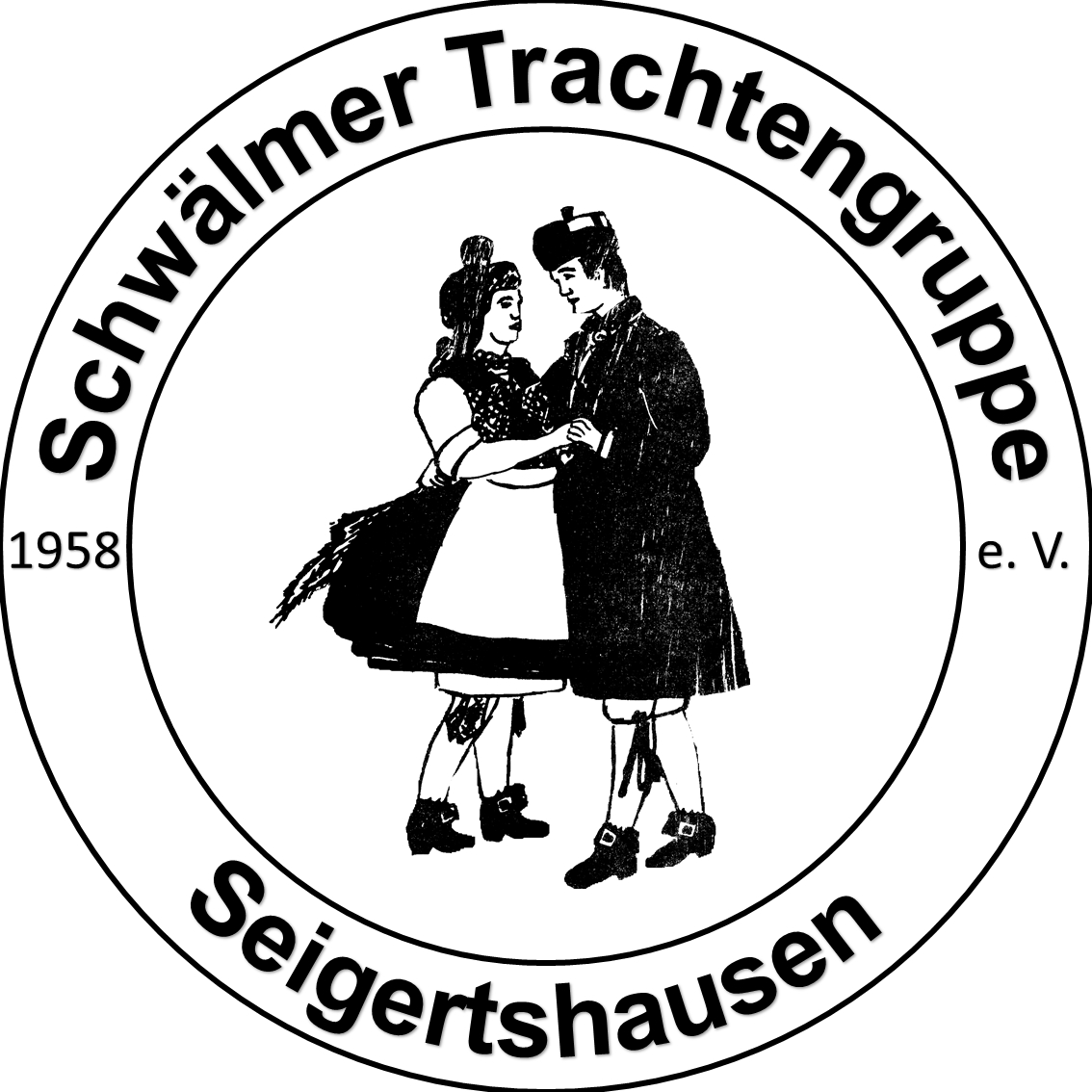
Logo der Schwälmer Trachtengruppe Seigertshausen 1958 e. V.

In Seigertshausen gibt es eine Anzahl von Vereinen:
- Burschenschaft Seigertshausen 1948 e. V.
- Schwälmer Trachtengruppe Seigertshausen 1958 e. V.
- Freiwillige Feuerwehr Seigertshausen
- Partnerschaftsverein Seigertshausen e. V.
- SV "Grün-Weiß" Seigertshausen

## Persönlichkeiten
- Johann Heinrich Schwalm (* 1864 in Seigertshausen; † 1946 in Treysa), Lehrer, Schulrat, Heimatforscher und Dichter
- Jörg Weigt (* 1959 in Seigertshausen), Bürgermeister von Overath